# Le Député Krusty
Le Député Krusty (France) ou À hauteur de clown (Québec) (Mr. Spritz Goes to Washington) est le 14e épisode de la saison 14 de la série télévisée d'animation Les Simpson.

## Synopsis
Après une modification des couloirs aériens au-dessus des Simpson, la famille n'en peut plus. Homer et Marge vont à l'aéroport pour demander le changement des couloirs, mais le responsable les rejette.
Ils vont devant leur député mais celui-ci est tellement écœuré en écoutant leur histoire qu'il fait une crise cardiaque. Là, commence une nouvelle campagne de vote pour élire un nouveau député. Bart convainc Krusty de se présenter. Il est élu et part à Washington. Mais quand il commence son boulot, on lui dit que les députés ne font rien et il doit nettoyer les murs. Krusty décroche mais il est vite rattrapé par les Simpson. Il tente de nouveau de faire passer la loi mais il n'y a personne dans la salle. Les Simpson ont pitié de lui et c'est alors qu'ils font la connaissance du balayeur. Celui-ci leur dit comment faire passer la loi. Finalement, elle est introduite en cachette par Lisa et est votée.